# Nebria kerzhneri
Nebria (Pseudonebriola) kerzhneri – gatunek chrząszcza z rodziny biegaczowatych, podrodziny Nebriinae i plemienia Nebriini.
Gatunek ten opisany został w 1982 roku przez Wiktora G. Szylenkowa. Jako lokalizację typową wskazał on ajmak gobijsko-ałtajski. Według Dudko i Matalina gatunek ten, wraz z sajano-ałtajskimi N. sajanica, N. kaszabi, N. medvedevi, N. dabanensis i N. stanislavi należy do grupy gatunków Nebria (Boreonebria) sajanica w obrębie podrodzaju Boreonebria. Według wcześniejszych autorów gatunek ten klasyfikowany był w środkowoazjatyckiej grupie gatunków Nebria schrenki lub w podrodzaju Pseudonebriola i w tym podrodzaju figuruje w Carabidae of the World
Chrząszcz palearktyczny, endemiczny dla Mongolii.